# Haarästige Rispenhirse
Die Haarästige Rispenhirse (Panicum capillare) oder auch Haarstielige Hirse gehört zur Gattung der Rispenhirsen (Panicum) innerhalb der Familie der Süßgräser (Poaceae). Diese Süßgrasart heißt in Lakota pejí wakán ‚kraftvolles Kraut‘; diesen Namen hat sie bekommen, da sie in sommerdürren Zeiten oft die einzige noch grüne Grasart in der Prärie ist.

## Beschreibung

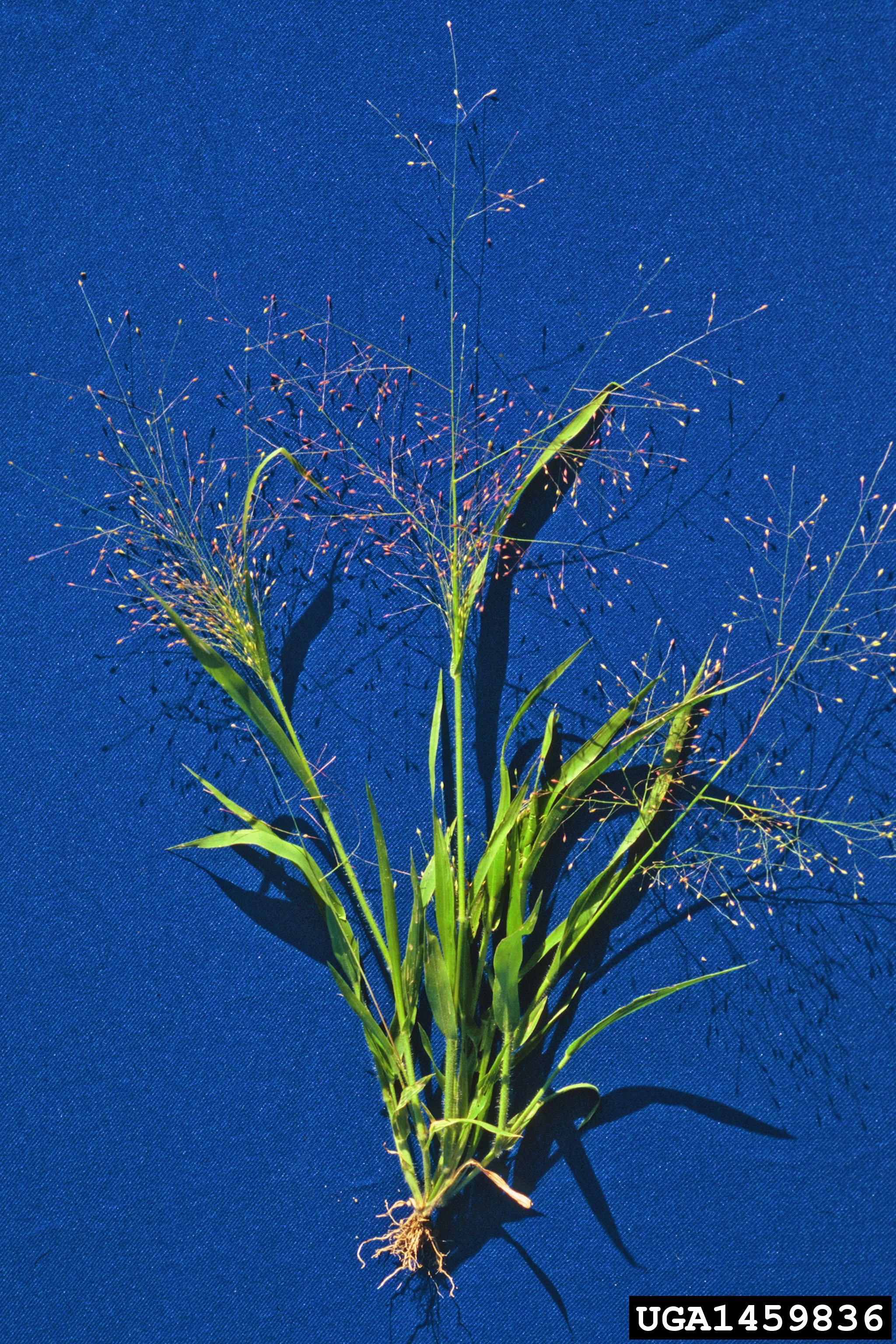
Habitus

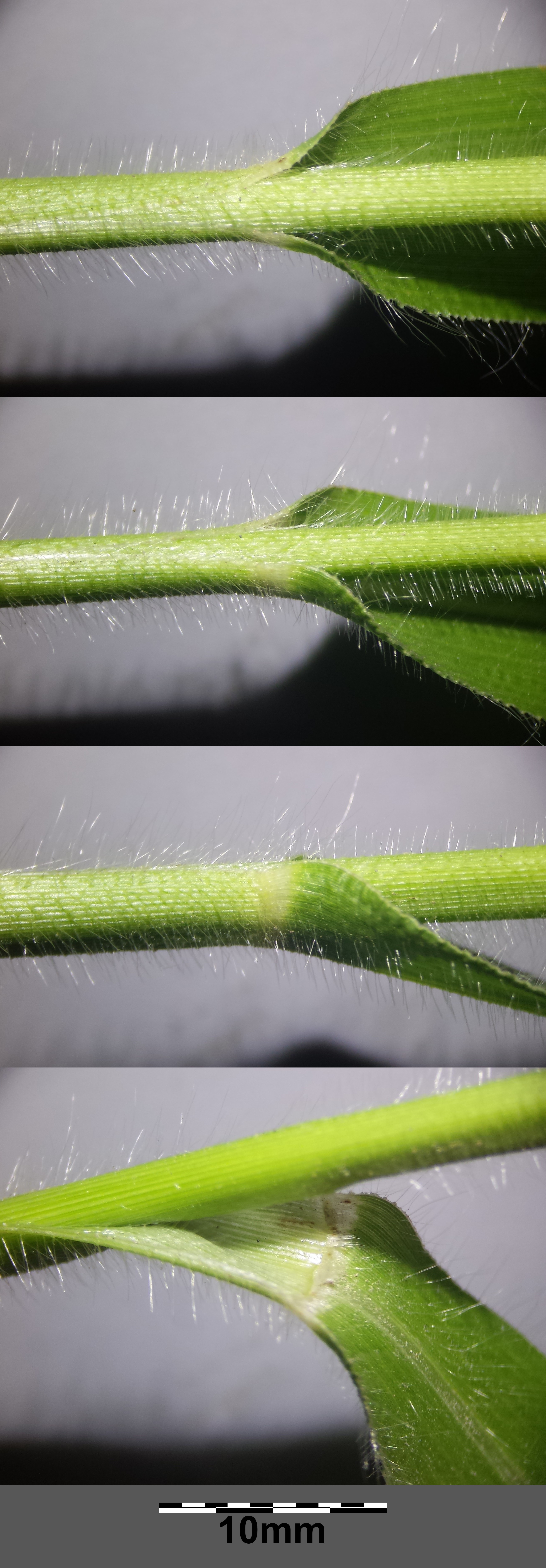
Stängel mit behaarter Blattscheide und in Haare aufgelöstes Blatthäutchen

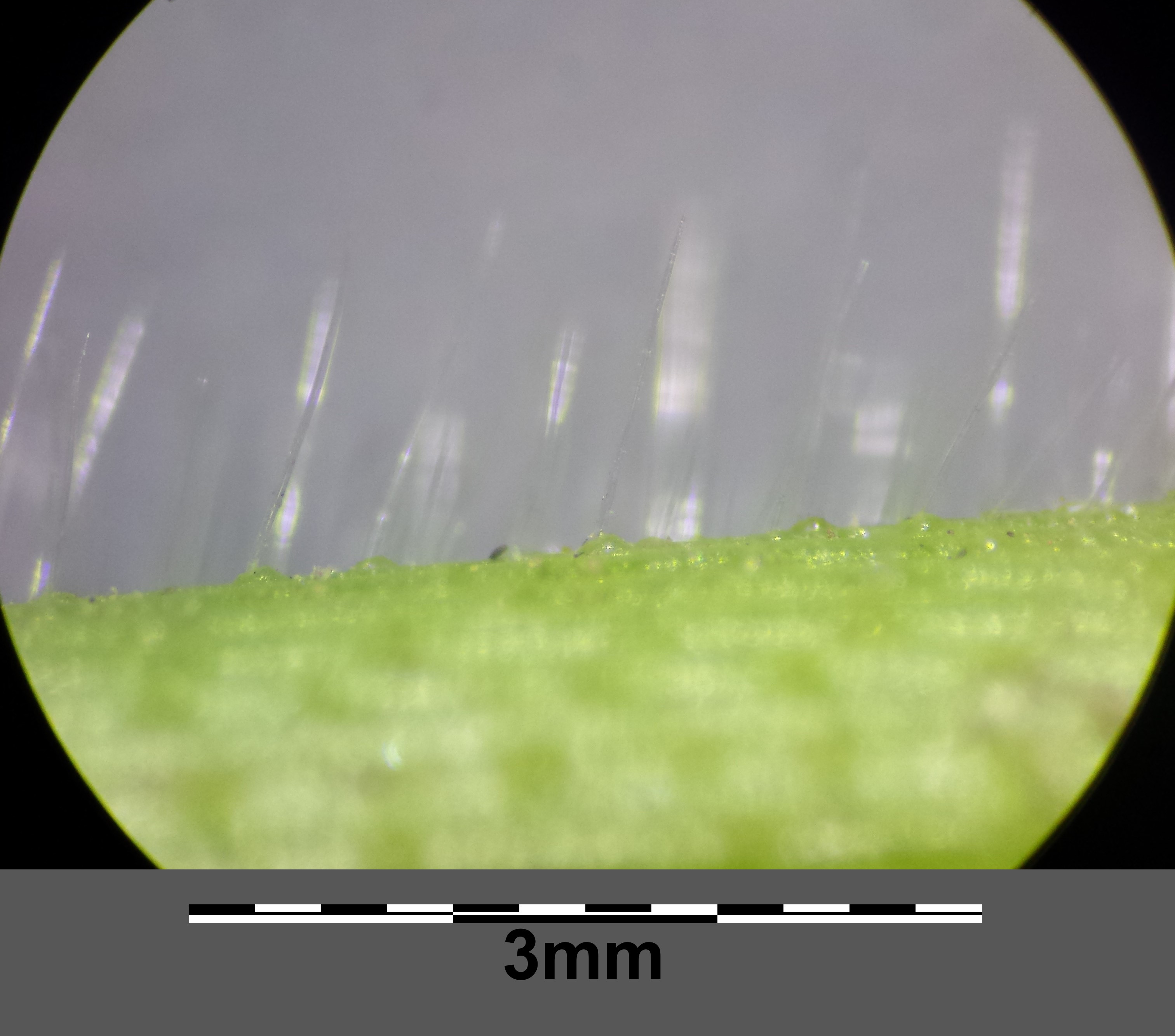
Blattscheide mit auf Warzen stehenden Haaren

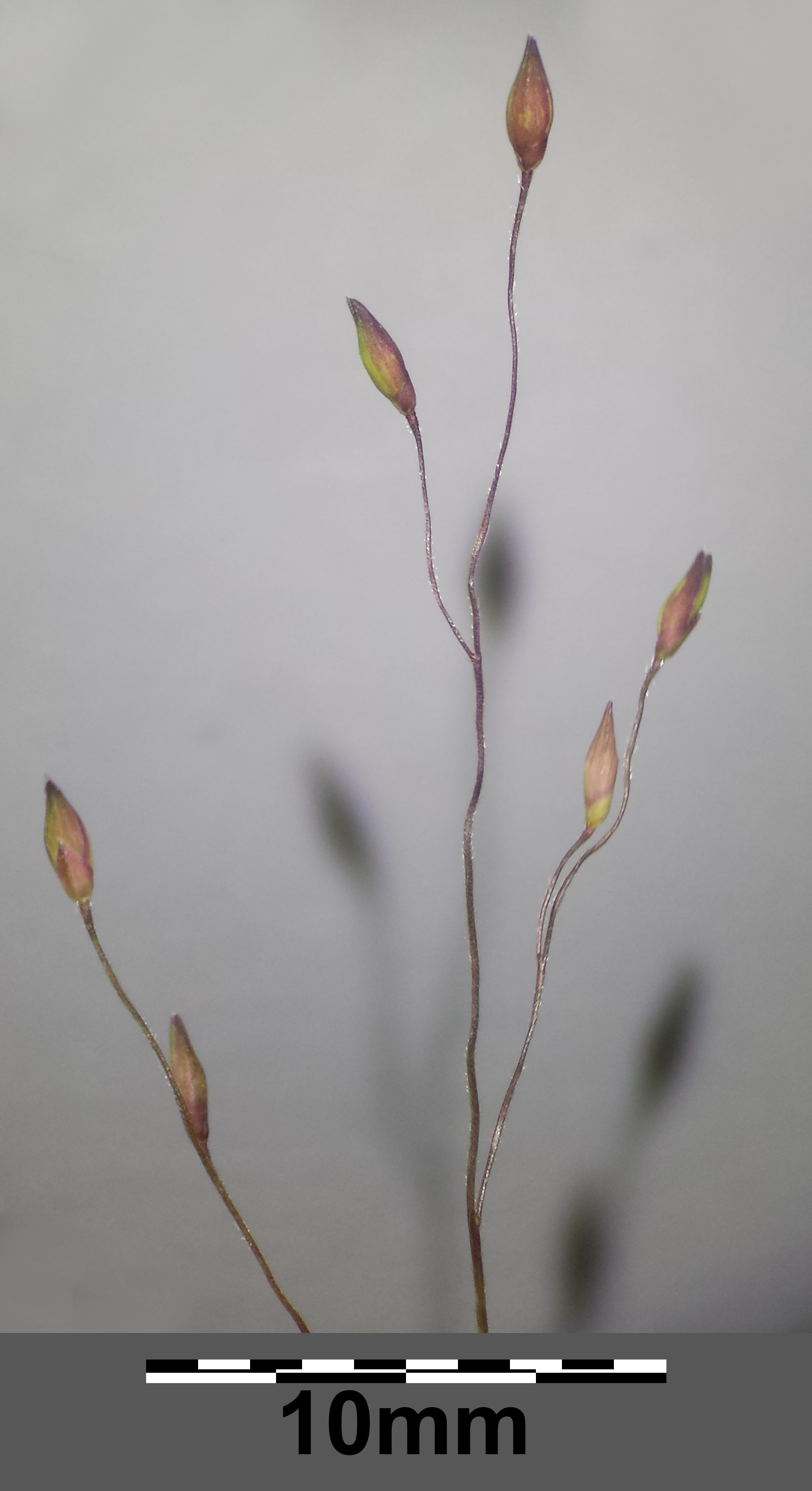
Rispenzweig mit Ährchen

Ährchen mit unterer Hüllspelze (Glu'), oberer Hüllspelze (Glu"), Deckspelze der sterilen Blüte (Lem'), Deckspelze der fertilen Blüte (Lem") und Vorspelze der fertilen Blüte (Pal")

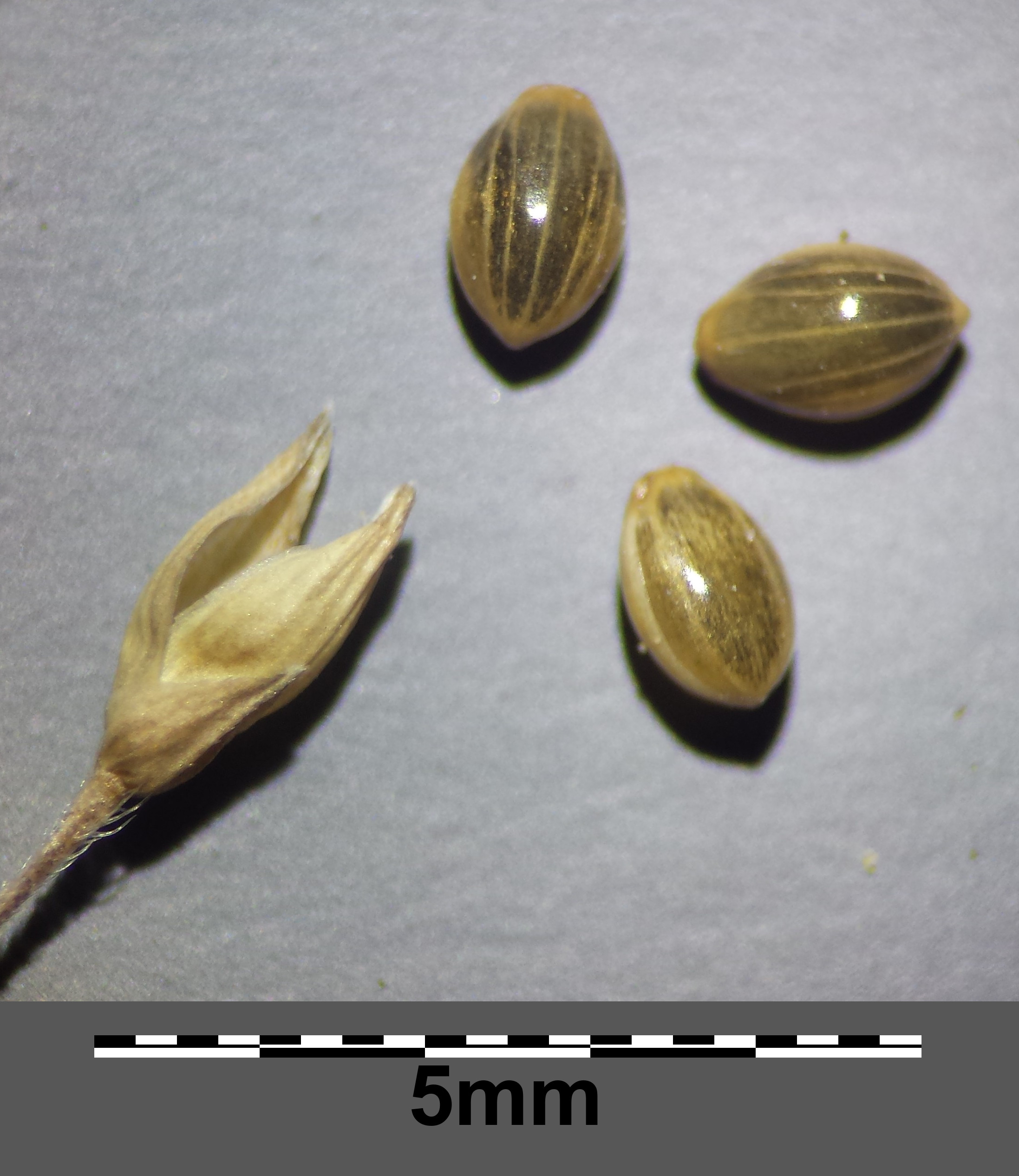
Ährchen mit Karopsen

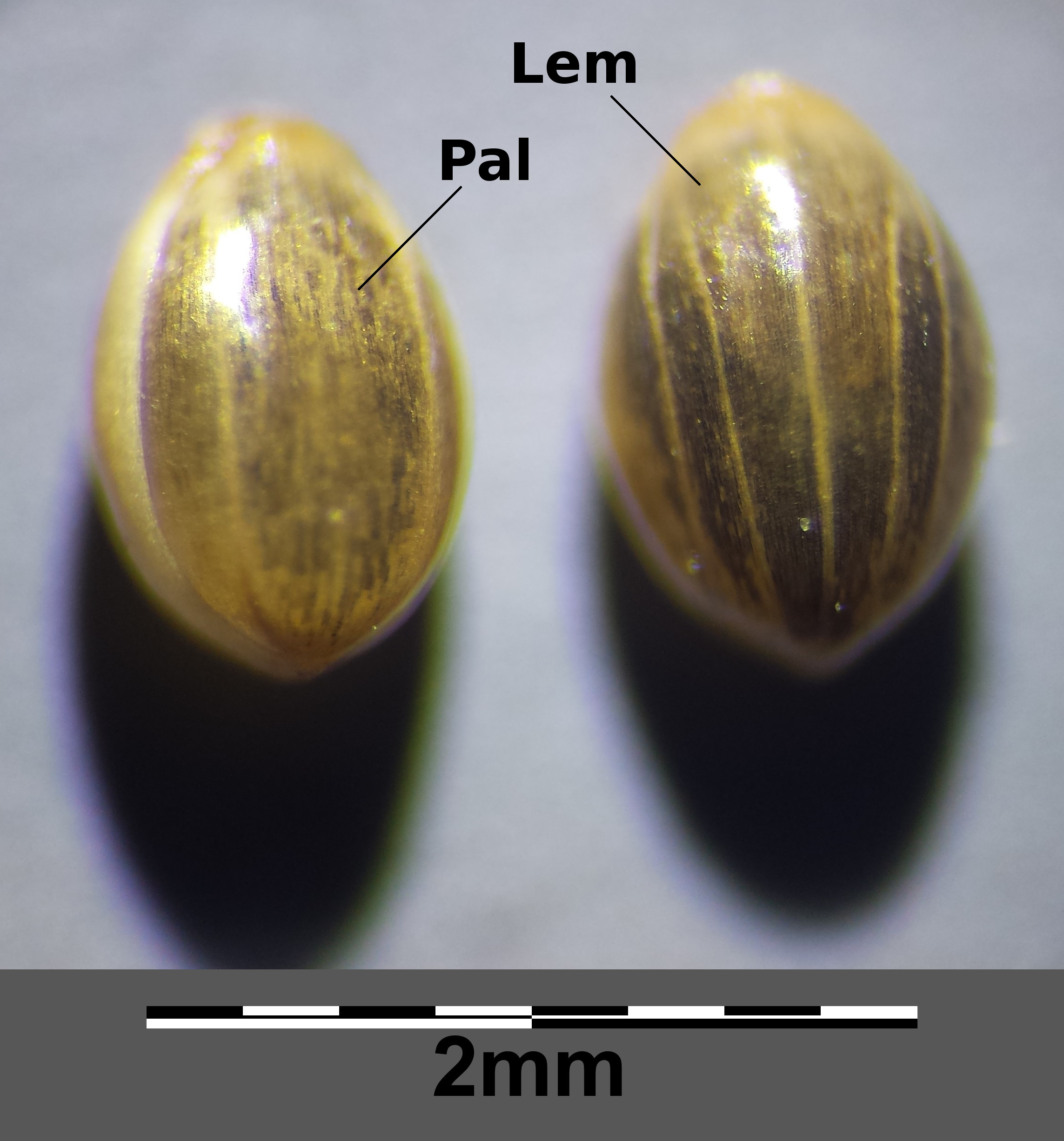
Karyopsen mit Deck- (Lem) und Vorspelze (Pal)

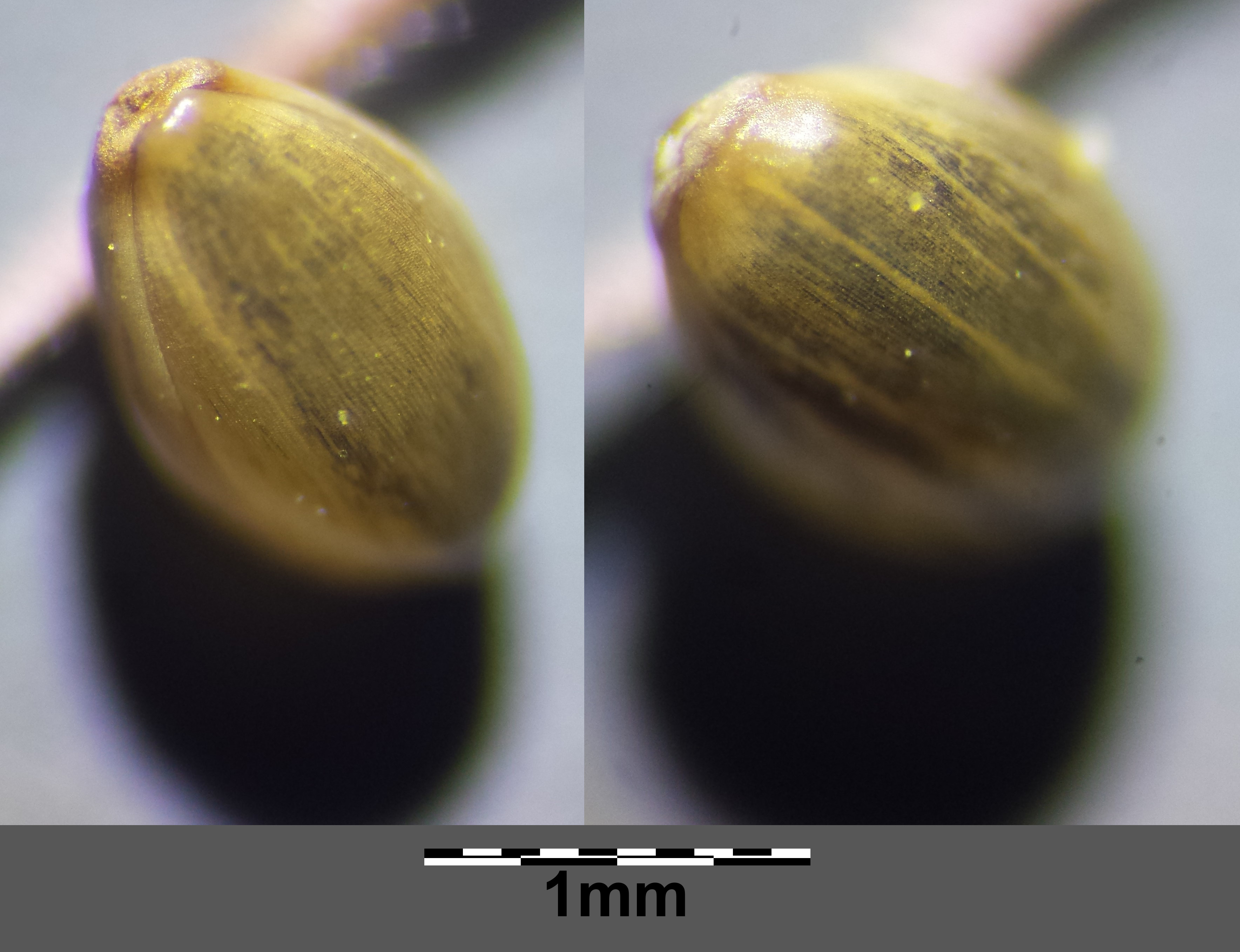
Karyopsen-Grund

### Vegetative Merkmale
Die Haarästige Rispenhirse ist eine einjährige krautige Pflanze, die eine Wuchshöhe von 20 bis 75 Zentimetern erreicht. Sie wächst meist in Horsten. Die Halme bilden drei bis fünf Knoten und verzweigen sich an den unteren Knoten. An und unter den Knoten sind sie dicht mit auf Wärzchen sitzenden, 2 bis 4 Millimeter langen Trichomen besetzt. Die Blattscheide ist mit 2 bis 4 Millimeter langen Warzenhaaren besetzt. Das Blatthäutchen ist als 1 bis 1,5 Millimeter langer dichter Wimpernkranz ausgebildet. Die Blattspreite ist 10 bis 25 Zentimeter lang sowie 4 bis 12 Millimeter breit und ist im unteren Bereich mit Warzenhaaren besetzt, die Blattoberseite ist nur spärlich behaart; beide Blattseiten sind rau.

### Generative Merkmale
Blütezeit ist Juni bis August. Der rispige ist Blütenstand ist bei einer Länge von 10 bis 30 Zentimetern sowie einer Breite von 6 bis 15 Zentimetern eiförmig oder länglich, locker und weit ausgebreitet und nimmt etwa 1/3 der Halmlänge ein. Die Seitenäste sind etwas verzweigt, die Ährchen sitzen an den Enden der Seitenzweige. Die Ährchenstiele sind dünn, kurz behaart und sind etwa 20 Millimeter lang. Die Ährchen sind zweiblütig, 2,4 bis 3 Millimeter lang, schmal-elliptisch und zugespitzt. Sie fallen zur Reifezeit als ganzes ab. Die untere Hüllspelze ist kahl, drei- bis fünfnervig und hat etwa ein drittel bis die halbe Länge des Ährchen. Die obere Hüllspelze ist ebenfalls kahl, siebennervig und gleich lang wie das Ährchen. Die Deckspelze des sterilen unteren Blütchens ist neunnervig und ähnelt der oberen Hüllspelze. Die Vorspelze kann fehlen oder erreicht sonst etwa 2/3 der Länge der Deckspelze. Die Deckspelze des oberen zwittrigen Blütchens wird 2 bis 2,4 Millimeter lang und ist glatt, kahl und glänzend. Die Staubbeutel sind 0,8 bis 1,2 Millimeter lang, die Frucht ist etwas kleiner als die Deckspelze. Auffällig ist der Kontrast unreifer und reifer Rispen: während die unreifen noch von den obersten Blattfahnen buquet-artig umhüllt sind und von dort wie ein Pferdeschweif heraushängen, ragt die ausgereifte Rispe steif, buschig und vielfach verzweigt, nach oben.
Die Chromosomenzahl beträgt 2n = 18.

## Vorkommen
Das natürliche Verbreitungsgebiet erstreckt sich über die kontinentalen Vereinigten Staaten und Kanada bis in die Karibik, reicht jedoch nicht bis in die nördlichsten Regionen. Es handelt sich um ein typisches Gras der Prärie, das besonders in South Dakota anzutreffen ist, im Westen von Nordamerika aber weniger häufig ist.
Es handelt sich um eine Charakterpflanze der Great Plains, wo die Rispenhirse in Büffelgras-Bestände eingestreut wächst. Man findet sie auf Ödland, Farmershöfen, mageren Böden und zertrampelten Wegrändern, wo sie aufgrund ihrer Zähigkeit praktisch konkurrenzlos ist.
Die Haarästige Rispenhirse ist in Europa und Russland, auf den Westindischen Inseln, in Südamerika, Nordafrika, Pakistan und Indien ein Neophyt. In Mitteleuropa ist sie oft unbeständig, wird aber häufig als Ziergras angepflanzt und verwildert. Die Haarästige Rispenhirse wurde aber schon seit etwa 100 Jahren mit Getreide, Wolle und Kleesaat eingeführt und mit Saatgut und „Blumenerde“ verschleppt. In Mitteleuropa findet man die Haarästige Rispenhirse in Gärten und Parkanlagen, auf Schuttplätzen und Bahnhöfen, in Maisfeldern und auf Sand und Kies an Flussufern. Sie breitet sich in den wärmeren Gebieten weiter aus und gilt in Maisfeldern als Unkraut. Sie wächst in Mitteleuropa in Pflanzengesellschaften der Klasse Chenopodietea. Sie ist in Mitteleuropa eingebürgert in den Niederlanden, Süddeutschland, Österreich, in der Schweiz und in Südtirol.
Die ökologischen Zeigerwerte nach Landolt et al. 2010 sind in der Schweiz für Panicum capillare aggr. (umfasst Panicum capillare, Panicum barbipulvinatum und Panicum hillmanii): Feuchtezahl F = 2 (mäßig trocken), Lichtzahl L = 4 (hell), Reaktionszahl R = 3 (schwach sauer bis neutral), Temperaturzahl T = 4+ (warm-kollin), Nährstoffzahl N = 4 (nährstoffreich), Kontinentalitätszahl K = 3 (subozeanisch bis subkontinental).

## Ökologie
Dieses einjährige Gras ist äußerst zäh und trockenresistent. Grasendes Vieh sowie Pferde verschmähen Rispenhirse, sobald diese Samen angesetzt hat. Dadurch wird auch die Qualität von Heu beeinträchtigt. Andererseits kann in einem Gebiet mit gesunder, mehrjähriger Grasnarbe das Vorkommen von Rispenhirse keine ernsthafte Konkurrenz darstellen. Bodenlebende oder pflanzenbesuchende Vögel, etwa Goldzeisige, ernähren sich von den Samen.

## Nutzung
Die Haarästige Rispenhirse wird als Ziergras angepflanzt.

## Taxonomie
Die Haarästige Rispenhirse wurde 1753 von Carl von Linné in Species Plantarum Tomus I, S. 58 als Panicum capillare erstbeschrieben.

## Ähnliche Arten
Eine ähnliche Art ist die Ufer-Hirse (Panicum barbipulvinatum Nash). Im Gegensatz zur Haarästigen Rispenhirse hat die Ufer-Hirse kleinere Ährchen, die nur 0,7 bis 0,8 Millimeter breit und 2 bis 3 Millimeter lang sind. Sie bleiben zur Reifezeit lange erhalten und ihre Deckspelze ist 5- bis 7-nervig. Die Ährchen der Haarästigen Rispenhirse dagegen sind 0,9 bis 1,1 Millimeter breit, 2 bis 8 Millimeter lang und zerfallen zur Reifezeit rasch. Ihre Deckspelzen sind 7- bis 9-nervig.
Die Ufer-Hirse kommt ursprünglich im westlichen Nordamerika vor und in Mitteleuropa eingebürgert in den Niederlanden, in der Schweiz, in Oberösterreich, im Burgenland und in Deutschland im Elbe-, Oder-Werra- und Untermaintal.

## Nachweise